# Abida gittenbergeri
Abida gittenbergeri е вид коремоного от семейство Chondrinidae. Видът е почти застрашен от изчезване.

## Разпространение
Разпространен е в Испания и Франция.